# Филигера
 Тази статия е за вида риба.  За селото в Северна Италия вижте Филигера (Италия).  
Филигерата, още Стъклена тетра (Prionobrama filigera), е вид риба от семейство Харациди, срещаща се в басейна на река Амазонка в Южна Америка. Обитава тропическите райони с температура на водата около 23 – 27 °C.
Мъжките достигнат на дължина до 6 cm.

## Хранене
В естествената си среда тази риба се храни главно с ларви на водни насекоми и ракообразни.